# Sergueï Fomtchenkov
Sergueï Alexandrovitch Fomtchenkov (russe : Сергей Александрович Фомченков), né le 8 décembre 1973 à Smolensk en URSS, est un homme politique russe, ancien membre du Parti national-bolchévique interdit, puis membre de L'Autre Russie. Pendant la guerre russo-ukrainienne, il sert comme commandant de diverses unités militaires ; son indicatif d'appel est « Fomitch » (russe : ФОМИЧ).

## Biographie

### Carrière politique
Fomchenkov est chef de la branche de Smolensk du Parti national bolchevique (PNB) depuis 1998 et plus tard membre de son Comité central. Il est l'un des organisateurs de La Marche du désaccord. Après la dissolution du PNB en 2007, il est l'un de ses anciens membres ayant créé en 2010 L'Autre Russie.

### Guerre du Donbass
Fomtchenkov est à la tête des Interbrigades, formées par des national-bolcheviks russes lors des troubles pro-russes en Ukraine. Il sert dans le bataillon Zarya et devient chef d'état-major de l'artillerie de la 2e brigade de la république populaire de Louhansk. Fomtchenkov devient ensuite commandant du 4e bataillon de reconnaissance et d'assaut des forces spéciales des forces armées de la DNR, mieux connu sous le nom de « bataillon de Prilepine ». Après la dissolution du bataillon en septembre 2018,, Fomtchenkov continue à servir dans le 9e régiment de marines des forces armées de la DNR.

### Invasion russe de l'Ukraine
Après le début de l'invasion russe de l'Ukraine, Fomtchenkov créé son propre détachement (bataillon) composé de volontaires, le BARS-13. Il décide de l'appeler « Légion russe » (russe : Русский легион) par opposition aux différentes « légions géorgiennes » et « étrangères » existant dans les forces armées ukrainiennes. Le bataillon sous ses ordres est quasiment encerclé à Lyman mais parvient à se replier sur Kreminna dans la nuit du 30 septembre au 1er octobre 2022. Actuellement, l'unité est engagée dans la seconde bataille de Kreminna.
Le 18 novembre 2022, Fomtchenkov reçoit l'Ordre du Courage.